# کواس، پاکستان
کواس (به انگلیسی: Kawas) یک شهرک در پاکستان است که در ناحیه زیارت واقع شده‌است.